# Sarūmāl
Sarūmāl (persiska: سرومال) är en ort i Iran.   Den ligger i provinsen Kurdistan, i den nordvästra delen av landet, 400 km väster om huvudstaden Teheran. Sarūmāl ligger 1 806 meter över havet och antalet invånare är 207.
Terrängen runt Sarūmāl är kuperad åt nordost, men åt sydväst är den bergig.Runt Sarūmāl är det ganska tätbefolkat, med 60 invånare per kvadratkilometer. Närmaste större samhälle är Pāveh, 19,2 km sydväst om Sarūmāl. Trakten runt Sarūmāl består till största delen av jordbruksmark.